# Калтаев, Айдархан Жусупбекович
Айдархан Жусупбекович Калтаев (18.12.1950) — учёный в области физики и математики, доктор физико-математических наук, профессор, академик Национальной академии наук Республики Казахстана при Президенте Республики Казахстан, Национальной инженерной академии Республики Казахстан.

## Биография
Родился 18 декабря 1950 года в селе Жанакорган Жанакорганского района Кызылординской области.
В 1968 году окончил среднюю казахскую школу № 51 в пос. Жанакорган Кызылординской области серебряной медалью. В 1968 году поступил и в 1973 окончил механико-математический факультет КазГУ им. С. М. Кирова по специальности «Механика». С 1975 по 1979 год учился в аспирантуре этого вуза.
В 1984 году защитил кандидатскую диссертацию, в 1999 году — докторскую, в 2024 году — избран академиком Национальной академии наук Республики Казахстана при Президенте Республики Казахстан.

## Трудовая деятельность
1. 1975—2000 — аспирант, инженер, мнс, снс, ст.преп., доцент кафедры механики КазНУ им. Аль-Фараби
2. 2001—2008 — заведующий кафедрой Механики КазНУ им. Аль-Фараби
3. 2008—2010 — декан Механико-математического факультета КазНУ им. Аль-Фараби
4. 2010—2015 — заведующий кафедрой Механики КазНУ им. Аль-Фараби
5. 2015—2017 — профессор кафедры Механики КазНУ им. Аль-Фараби
6. 2017—2018 — директор Института промышленной инженерии КазНИТУ им. К.Сатбаева
7. 2017—2024 — заведующий кафедрой Прикладной механики и инженерной графики и одновременно
8. С 2024 года — руководитель научно-исследовательской лаборатории "Инженерная механика и моделирование"

## Научная деятельность
Научные интересы:
Механика жидкости и газа до и сверхзвуковых течений, физико-химическая гидрогазодинамика, фильтрационные течения. Основные прикладные исследования связаны с проблемами добычи минералов методом подземного выщелачивания и хранением солнечной тепловой энергии.
Подготовил 1 кандидата, 14 докторов PhD, в том числе два докторанта защитились в университетах Польши и Франции. Ученики Калтаева А. работают в ведущих университетах мира, в частности Ыбырайымкул Д. в KAUST, Саудовская Аравия, Ибраева А. в Standfort University, Ахметов Б. в Nanyan Technological University.
• Патенты:
1. Патент № 33382 от 23.03.2018. Гибридный солнечно-грунтовой тепловой насос. Беляев Е. К., Калтаев А., Әлиұлы А., Муругесан М., Сингх Р. М.
2. Патент № 33162 от 01.10.2018. Централизованная солнечная отопительная система на основе тепловых аккумуляторов. Ахметов Б., Тунгатарова М., Калтаев А.
3. Патент № 32864 от 19.04.2017. Каскадный солнечный тепловой насос прямого расширения. Калтаев Айдархан; Беляев Ержан Келесович; Муругесан Моханрадж; Симон Джаярад.
4. Патент № 33382 от 09.01. 2019,.Беляев Е., Калтаев А. и др. Гибридный солнечно-грунтовый тепловой насос.

• Авторские свидетельства:
1. Свидетельство о гос регистрации прав на объект авторского права, № 615 6 апреля 2017 года под названием "Программный модуль по 3-х мерному моделированию процесса добычи полезного компонента методом подземного скважинного выщелачивания для интеграции с системой «Рудник» (программа для ЭВМ) / Калтаев А., Тунгатарова М. С., Кульджабеков А. Б., Құрмансейіт М.Б., Қолдас Ә.Б., Айжулов Д. Е.;
2. Свидетельство о государственной регистрации прав на объект авторского права под названием «Программное обеспечение StrataGeo для построения трехмерной геологической модели урановых месторождений по скважинным данным» (программа для ЭВМ) : а.с. 004542 РК / Калтаев А., Тунгатарова М. С., Кульджабеков А. Б., Құрмансейіт М.Б., Қолдас Ә.Б., Айжулов Д. Е.; заявл. 20.03.2016 ; опубл. 20.03.2016;
3. Свидетельство о государственной регистрации прав на объект авторского права под названием «Программное обеспечение StrataStream для трехмерного моделирования добычи урана подземным выщелачиванием с применением метода линий тока» (программа для ЭВМ) : а.с. 004556 РК / Калтаев А., Тунгатарова М. С., Кульджабеков А. Б., Құрмансейіт М.Б., Қолдас Ә.Б., Айжулов Д. Е.; заявл. 23.03.2016 ; опубл. 23.03.2016;
4. Свидетельство о государственной регистрации прав на объект авторского права под названием «Модуль расчета геотехнологических параметров для интенсификации процесса выщелачивания минерала» (программа для ЭВМ) : а.с. 005753 РК / Калтаев А., Алибаева К. А., Тунгатарова М. С.; заявл. 23.08.2016 ; опубл. 23.08.2016.
5. Авт. Свидетельство о внесении сведений в государственный реестр прав под названием «Модуль автоматизированного проектирования гексогональной схемы вскрытия месторождения при добыче минерала методом подземного скважинного выщелачивания» (программа для ЭВМ) — № 3695 от 29.05.2019. / Шаяхметов Н. М., Айжулов Д. Е., Құрмансейіт М.Б., А.Калтаев и др.

## Награды и звания
1. Доктор физико-математических наук (1999)
2. Профессор (2001)
3. Академик Национальной инженерной академии Республики Казахстан (2012)
4. «Лучший преподаватель высшего учебного заведения РК» (2005, 2010)
5. Медаль Национальной инженерной академии Республики Казахстаним. имени У. Джолдасбекова (2006)
6. Медаль «10 лет Астане» (2008)
7. Нагрудный знак «За заслуги в развитии науки Республики Казахстан» (2009)
8. «Қазақстан Республикасының тәуелсіздігіне 25 жыл» (2016)
9. Орден «Курмет» (2025)[2]